# Maksym z Saragossy
Maksym z Saragossy (VI/VII wiek) – łaciński pisarz chrześcijański, brał udział w synodach w Barcelonie w 599 roku, w Toledo w 610 roku i w Egarze w 614. Pisma wierszem i prozą Maksyma zaginęły, a przetrwały jedynie w uwagach do Historii Izydora z Sewilli wypisy z Kroniki Maksyma. Natomiast kronika zachowana pod imieniem Maksyma z Saragossy jest fałszerstwem z XVI wieku.